# Parafia św. Antoniego Padewskiego w Prostkach
Parafia św. Antoniego Padewskiego w Prostkach – rzymskokatolicka parafia z siedzibą w Prostkach, należąca do dekanatu Ełk – Matki Bożej Fatimskiej diecezji ełckiej.
Erygowana w 1962. Kierownikiem budowy kościoła był Waldemar Pieńkowski.